# Koiska tyger
Koiska tyger är en typ av tyger, kända i antika skriftliga källor men utan att några arkeologiska spår bevarats.
Tygerna som härstammade från Kos var omönstrade, tunna och lätta och blev vitt berömda. Med största sannolikhet var det halvsidentyger härstammande från en ännu på Kos levande silkesfjärilsart. Tyget var vildsilke och stammade från av fjärilarna sprängda kokonger och var gråaktigt och föga glansigt i motsats till vanligt silke.